# Liste des épisodes de Minus et Cortex
L'article suivant est une liste des épisodes pour la série animée de Warner Bros Minus et Cortex, diffusée sur les écrans entre 1995 et 1998. 
La série a fait suite à une autre série de Warner Bros, les Animaniacs qui comprenait quelques épisodes de Minus et Cortex. Elle a ensuite fait l'objet d'une deuxième série Minus, Elmyra et Cortex : 13 épisodes seulement ont été diffusés en 1998.
Hors des épisodes Animaniacs, il y a eu 65 épisodes produits.

## Première saison (1995-1996)
1. Abysses (Das Mouse)
2. Une souris et un homme (Of Mouse and Man)
3. Tokyo s'agrandit / C'est malin / Le cerveau (Tokyo Grows / That Smarts / Brainstem)
4. Minus et le brouillard / Aux frontières de Frunobulax / Fromages à L'appel (Pinky & The Fog / Where No Mouse Has Gone Before / Cheese Roll Call)
5. Cortexania (Brainania)
6. Les dents de la mer (TV or Not TV)
7. L'Empereur contre-attaque (Napoleon Brainaparte)
8. Les poupées du Père Noël (A Pinky And The Brain Christmas)
9. Boule de neige (Snowball)
10. Le tour du monde en 80 narfs (Around The World In 80 Narfs)
11. L'astre désastre (Fly)
12. Président sortant / La souris de la mancha (Ambulatory Abe / Mouse of La Mancha)
13. La Troisième souris / La visite (The Third Mouse / The Visit)

## Deuxième saison (1996-1997)
1. Papier gâché (It's Only a Paper World)
2. Curieuses impressions / La tête de l'art (Collect 'Em All / Pinkasso)
3. Rencontre avec un drôle de type (Plan Brain From Outer Space)
4. La momie / Cortex des bois (The Mummy / Robin Brain)
5. Votez Minus (The Pink Candidate)
6. Cortex Song (Brain's Song)
7. L'appel de la jungle (Welcome To The Jungle)
8. Bien dégagé derriere les oreilles / Mégalos anonymes (A Little Off The Top / Megalomaniacs Anonymous)
9. Deux souris et un couffin / Le labyrinthe(Two Mice and a Baby / The Maze)
10. Futur antérieur (Brain of the Future)
11. Minex (Brinky)
12. Cortex joue et perd (Hoop Schemes)

## Troisième saison (1997-1998)
1. Castomania / Nouvelle vague (Leave It to Beavers / Cinebrania)
2. Les vieux d'la vieille (This Old Mouse)
3. Minus cortex et..Larry / Sauvez les souritilopes (Pinky & The Brain and... Larry / Where The Deer and The Mousealopes Play)
4. Le voisin (My Feldmans, My Friends)
5. Série noire (Brain Noir)
6. Un peu d'histoire / Farces et attrapes (A Meticulous Analysis Of History / Funny, You Don't Look Rhennish)
7. Quand les souris dansent / Casting (Mice Don't Dance / Brain Drained)
8. La guerre du golf / Monsieur le monde (Brain's Bogie / Say What, Earth?)
9. Guibolsmania / Minus a une idée (All You Need Is Narf / Pinky's Plan)
10. Les arpents de Cortex (Brain Acres)
11. Le protocole Minus (The Pinky Protocol)
12. Tempête sous un crâne (Brain Storm)
13. La vraie vie (The Real Life)
14. L'apprenti sorcier / Calvin crane(Pinky And The Brainmaker / Calvin Brain)
15. Minous souavo / H.T.O (Pinky Suavo / T.H.E.Y)
16. Cortexnatra (Brain's Way)
17. La légende de Big Cortex (Briany Jack)
18. Halloween (A Pinky And The Brain Halloween)
19. Titre français inconnu (Broadway Malady)
20. Titre français inconnu (But, That's Not All Folks!)
21. Titre français inconnu (Leggo My Ego / Big In Japan)
22. Titre français inconnu (The Tailor and The Mice / Bah, Wilderness)
23. Titre français inconnu (Operation Sea Lion / You Said a Mouseful)
24. Titre français inconnu (Pinky At The Bat / Schpiel-Borg 2000)
25. Titre français inconnu (You'll Never Eat Food Pellets In This Town, Again!)
26. Titre français inconnu (The Megalomaniacal Adventures of Brainie the Poo / Melancholy Brain)
27. Titre français inconnu (Brain's Night Off / Beach Blanket Brain)
28. Titre français inconnu (The Family That Poits Together, Narfs Together)
29. Titre français inconnu (Inherit The Wheeze)
30. Titre français inconnu (The Pinky P.O.V. / The Really Great Dictator / Brain Food)
31. Titre français inconnu (Pinky's Turn / Your Friend: Global Domination)
32. Titre français inconnu (Dangerous Brains)
33. Titre français inconnu (Whatever Happened To Baby Brain / Just Say Narf)

## Quatrième saison (1998)
1. Titre français inconnu (To Russia With Lab Mice / Hickory Dickory Bonk)
2. Titre français inconnu (A Legendary Tail / Project B.R.A.I.N.)
3. Titre français inconnu (The Pinky And The Brain Reunion Special)
4. Titre français inconnu (Brainwashed - Part 1: Brain, Brain, Go Away)
5. Titre français inconnu (Brainwashed - Part 2: I Am Not a Hat)
6. Titre français inconnu (Brainwashed - Part 3: Wash Harder)
7. Titre français inconnu (Star Warners (Series finale)